# Salón de la Fama del Fútbol Escocés
El Salón de la Fama de Fútbol Escocés se creó en 1988 por la Asociación Escocesa de Fútbol. En él están aquellos jugadores que fueron internacionales más de 50 veces. Hay un total de 30 jugadores en el Salón de la Fama.

## Lista
Actualizado al último partido jugado el 8 de octubre de 2017.
- En negrita los jugadores activos en la selección.

| #  | Jugador          | Clubes (Solo se incluyen aquellos en los que jugó cuando fue con la selección)                       | Carrera en la Selección | Partidos Jugados |
| -- | ---------------- | --- | ----------------------- | ---------------- |
| 1  | Kenny Dalglish   | Celtic, Liverpool                                                                                    | 1971-1986               | 102              |
| 2  | Jim Leighton     | Aberdeen, Manchester United, Hibernian                                                               | 1982-1998               | 91               |
| 3  | Darren Fletcher  | Manchester United, West Bromwich Albion, Stoke City                                                  | 2003-Act.               | 80               |
| 4  | Alex McLeish     | Aberdeen                                                                                             | 1980-1993               | 77               |
| 5  | Paul McStay      | Celtic                                                                                               | 1983-1997               | 76               |
| 6  | Tom Boyd         | Motherwell, Chelsea, Celtic                                                                          | 1990-2001               | 72               |
| 7  | Kenny Miller     | Rangers, Wolverhampton Wanderers, Celtic, Derby County, Bursaspor, Cardiff City, Vancouver Whitecaps | 2001-2013               | 69               |
| 7  | David Weir       | Heart of Midlothian, Everton, Rangers                                                                | 1998-2010               | 69               |
| 9  | Christian Dailly | Blackburn Rovers, Derby County, West Ham United, Rangers                                             | 1997-2008               | 67               |
| 10 | Willie Miller    | Aberdeen                                                                                             | 1975-1989               | 65               |
| 11 | Danny McGrain    | Celtic                                                                                               | 1973-1982               | 62               |
| 12 | Richard Gough    | Dundee United, Tottenham Hotspur, Rangers                                                            | 1983-1993               | 61               |
| 12 | Ally McCoist     | Rangers, Kilmarnock                                                                                  | 1985-1998               | 61               |
| 14 | John Collins     | Hibernian, Celtic, AS Monaco, Fulham, Everton                                                        | 1988-1999               | 58               |
| 15 | Roy Aitken       | Celtic, St Mirren                                                                                    | 1979-1991               | 57               |
| 15 | Gary McAllister  | Leicester City, Leeds United, Coventry City, Liverpool                                               | 1990-1999               | 57               |
| 17 | Gary Caldwell    | Coventry City, Derby County, Hibernian, Celtic, Wigan                                                | 2002-2013               | 55               |
| 17 | Denis Law        | Huddersfield Town, Torino, Manchester United                                                         | 1958-1974               | 55               |
| 17 | Maurice Malpas   | Dundee United                                                                                        | 1984-1992               | 55               |
| 17 | Scott Brown      | Hibernian, Celtic                                                                                    | 2005-Act.               | 55               |
| 21 | Billy Bremner    | Leeds United                                                                                         | 1965-1975               | 54               |
| 21 | Graeme Souness   | Middlesbrough, Liverpool, Sampdoria, Rangers                                                         | 1974-1986               | 54               |
| 21 | George Young     | Rangers                                                                                              | 1946-1957               | 54               |
| 24 | Alan Rough       | Partick Thistle, Hibernian                                                                           | 1976-1986               | 53               |
| 24 | Kevin Gallacher  | Dundee United, Coventry City, Blackburn Rovers, Newcastle United                                     | 1988-2001               | 53               |
| 26 | Joe Jordan       | Leeds United, Manchester United, AC Milan                                                            | 1973-1982               | 52               |
| 27 | Colin Hendry     | Blackburn Rovers, Rangers, Coventry City, Bolton Wanderers                                           | 1993-2001               | 51               |
| 28 | Asa Hartford     | West Bromwich Albion, Manchester City, Everton                                                       | 1972-1982               | 50               |
| 28 | Gordon Strachan  | Aberdeen, Manchester United, Leeds United                                                            | 1980-1992               | 50               |
| 28 | Alan Hutton      | Rangers, Tottenham, Sunderland, Aston Villa, Nottingham Forest, Mallorca                             | 2007-2016               | 50               |